# Емурхба, Шипа Гвадалович
Шипа Гвадалович Емурхба (1913 год, село Акуаскиа, Сухумский округ, Кутаисская губерния, Российская империя — неизвестно, село Гуп, Очемчирский район, Абхазская АССР, Грузинская ССР) — звеньевой колхоза имени Ленина Очемчирского района Абхазской АССР, Грузинская ССР. Герой Социалистического Труда (1948).

## Биография
Родился в 1913 году в крестьянской семье в селе Акуаскиа Сухумского округа.
С раннего детства трудился в сельском хозяйстве. Во время коллективизации вступил в колхоз имени Ленина Очемчирского района. Трудился рядовым колхозником, в послевоенные годы — звеньевым полеводческого.
В 1947 году звено под его руководством собрало в среднем с каждого гектара по 73,17 центнеров кукурузы на участке площадью 3 гектара. Указом Президиума Верховного Совета СССР от 21 февраля 1948 года удостоен звания Героя Социалистического Труда за «получение высоких урожаев кукурузы и пшеницы в 1947 году» с вручением ордена Ленина и золотой медали «Серп и Молот» (№ 685).
Этим же Указом званием Героя Социалистического Труда был награждены труженики колхоза имени Ленина бригадир Бадзу Фёдорович Габлая и звеньевой Самсон Бекоевич Векуа.
После выхода на пенсию проживал в селе Гуп Очемчирского района. Дата смерти не установлена.